# 陈享

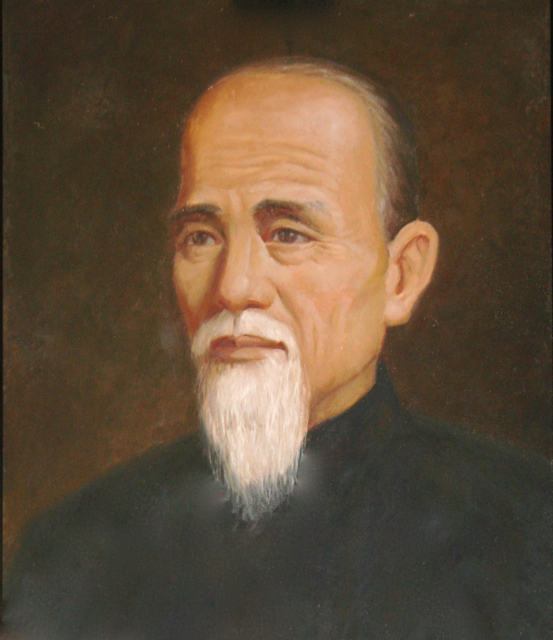
陳享/陈享

陈享（1806－1875）是廣東新会崖门镇京梅村拱北里人。7岁隨族叔陳遠護街頭賣技。陳遠護年老退休後，時年15岁的陳享便開始在崖西坑头村及新会各等馆处任教拳。1827年，陳享去羅浮山白鶴觀拜蔡福禪師為師，學習「蔡家拳」；其後陈享拜新會七堡人李友山學習李家腳與棍法。此後數年，又到廣西八排山闸建寺拜佛家的青草禪師為師，學習佛家掌掌法。融會貫通蔡、李、佛3家拳法，创编的拳派以3位师傅姓氏为名，而稱之為「蔡李佛拳」。故有「蔡家拳」、「李家腳」、「佛家掌」之稱。
1836年，在家乡新會崖西京梅鄉“缘福陈公祠”设立“洪圣”馆。依據《蔡李佛纪事年历记载》，1845年（清朝道光二十五年），陈享指派众多高徒到广东乃至广西等地设置“洪圣武馆”达44间，后改雄胜馆（“雄”用广东话也是念“洪”音）。
1856年，陳享因被懷疑秘密協助師兄陳松年領導三合會於新會江門率紅巾軍起義，而被清廷追捕，被逼逃出國門，前往香港和南洋等处。
鴉片戰爭之後，廣東沿海成千上萬人遠走南洋和海外各地。陳享被迫遠走南洋時，任教於南洋廣東會館和南洋福建會館，後來也赴南洋的一個金山埠任教於中國會館3年。
陳享晚年返回家鄉，編成《蔡李佛技擊學》、《蔡李佛派練拳行功秘要》等多本武術專著（近年後人傳出，未能考證是否陳享本人編著），形成了系統而完善的武術體系。

## 簡歷
- 1806年（嘉庆十一年）出生，父亲为陈大能。
- 兒童時，七歲追隨族叔陳遠護走江湖賣藝，學得十八羅漢易筋經，或稱佛手－後演變成佛拳。
- 1820年，十五歲時已經在崖西坑頭村及新會周館等處任教佛拳。
- 1823年，後來陳遠護因年老退休回鄉。於是陳享公離鄉投拜李家拳傳人李友山（新會七堡人）學習跌打及五形拳，棍法和腿功。
- 1827年，陳享去羅浮山白鶴觀拜蔡家拳傳人蔡福學習十字拳，刻苦練習七年。
- 1836年 （道光十六年），在京梅村頭“缘福陈公祠”开始授徒。
- 1839年－1840年，陈享应林则徐之邀，协助训练水师及组织“禁烟”水勇。
- 林则徐被罷免後，1842年 (道光二十二年)，陈享重回京梅村授拳，冯云山、馮雲海亦來學習。
- 1845年 (道光二十五年)，接纳了陈尊三的意見，在京梅村设立洪勝館“祖师堂”，並在两广地方设立分馆，不足两个月，各地共成立了四十四间分馆，為洪門組織供應人力資源。
- 1854年（咸丰四年四月），陈享师兄陈松年的“洪顺武馆”在江门狗山“三合会”扯旗起义。
- 1856年，起义失败後，陈享恐受牵连，逃往香港。任教于广东会馆。其次子陈官伯，首徒龙子才等人亦追随左右。在港期間，享公收了張炎為徒，張炎從小有洪家根底，後更名张鸿胜。
- 張炎後追隨享公到新加坡開設分馆。
- 1864年（同治三年），陈享到了三藩市，任教於陈氏联宗会。
- 1868年（同治七年），年老回鄉。
- 1875年 (光绪元年)，陈享派张炎接替年老双目失明的陈典桓主理佛山分馆的馆务。同年享公仙逝。